# Raoul Gunsbourg
Raoul Samuel Gunsbourg, né à Bucarest le 6 janvier 1860, (le 25 décembre 1859, en calendrier julien) et mort à Monaco le 31 mai 1955, fut directeur d'opéra, impresario, compositeur et écrivain.
Il est connu pour avoir été, pendant une soixantaine d'années, le directeur de l'opéra de Monte-Carlo : de 1892, année de sa nomination par le prince Albert Ier, à 1951.
Raoul Gunsbourg fut le propriétaire du château de Cormatin (Saône-et-Loire).
L’écrivain et journaliste Jérôme Dumoulin lui a consacré une biographie très romancée parue en 1993 aux éditions Gallimard : Monsieur Bel Canto.

## Sources
- Page consacrée à Raoul Gunsbourg sur le site internet de l'opéra de Monte-Carlo.
- L'univers de l'opéra, Bertrand Dermoncourt, Robert laffont, 2012